# Kletterschuh

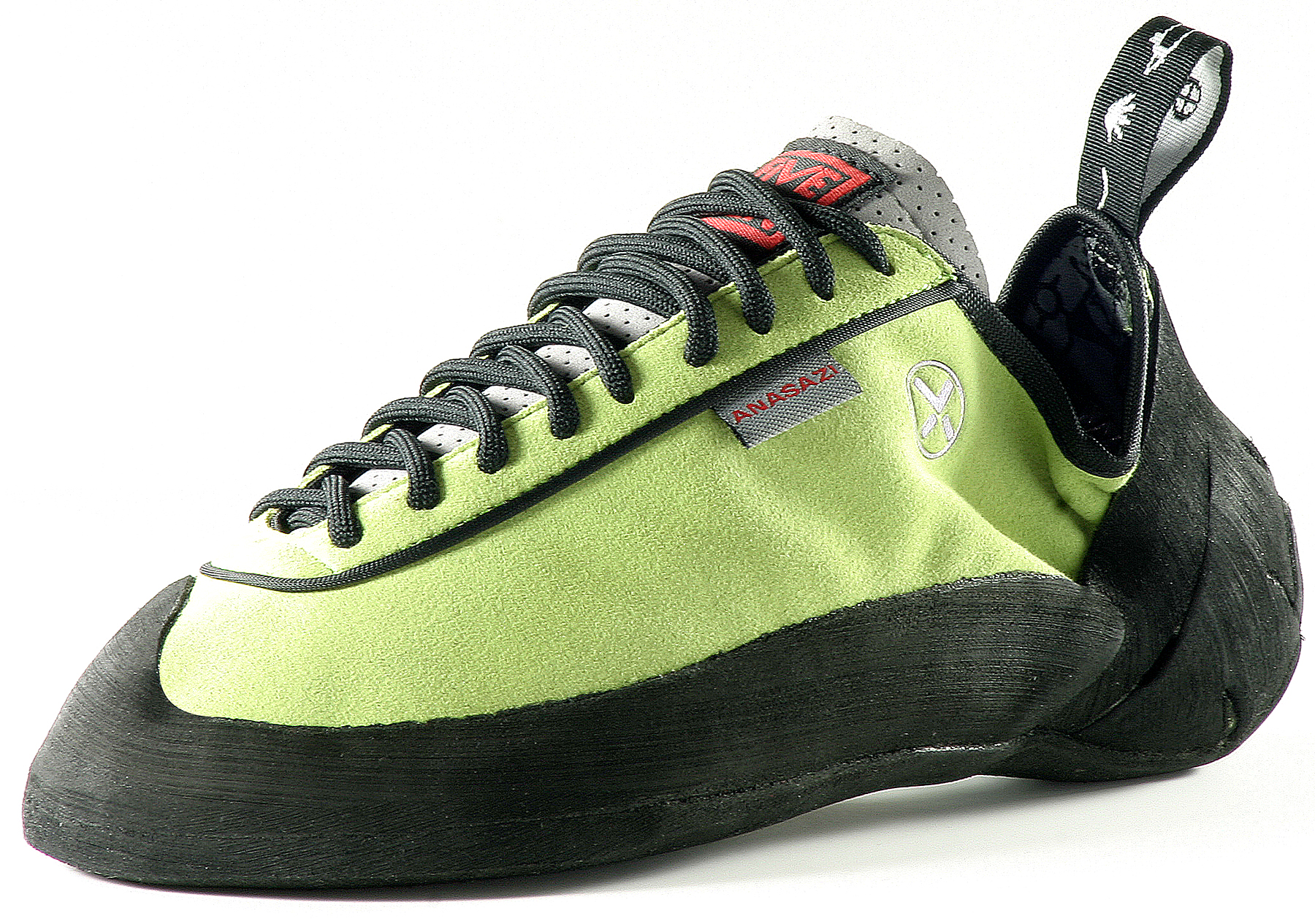
Kletterschuh mit Schnürung

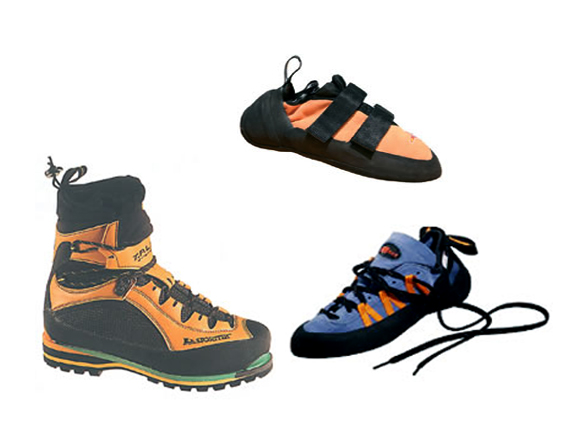
Zwei Kletterschuhe und ein Bergschuh

Kletterschuhe sind Schuhe, die beim Klettern und Bouldern benutzt werden.

## Eigenschaften
Diese Schuhe haben eine besonders gute Haftreibung bzw. Grip und geben dem Träger somit guten Halt beim Klettern. Da beim Klettern die meiste Kraft von den Beinen ausgeht, darf man den Nutzen von Kletterschuhen nicht unterschätzen. Der Kletterschuh besitzt nicht nur den Vorteil eines hohen Reibungswertes, sondern ermöglicht ebenfalls den Einsatz von Klettertechniken wie Heelhook oder Toehook.
Benutzt wird der Kletterschuh beim Sportklettern (Felsklettern, Hallenklettern), Alpinklettern und beim Bouldern. Er kommt auch bei schwierigeren Klettersteigen zum Einsatz. Anders als Bergstiefel, die eher zum Wandern oder Bergsteigen geeignet sind, verfügen Kletterschuhe über eine profillose Gummisohle, einen seitlichen Gummirand und sitzen üblicherweise sehr eng am Fuß. Heute sind vor allem Halbschuhe gebräuchlich, die es als Schnürschuh, mit Klettverschluss und als Slipper gibt.
Der wesentliche Unterschied zum Bergschuh besteht in der Art der Fußbelastung. Beim Kletterschuh wird im Gegensatz zu anderen Schuhen eine Stabilisierung des Fußes zur maximalen Belastung der Zehenspitzen angestrebt.
Da die Hauptbelastung beim Klettern und Bouldern im Normalfall auf der Zehenspitze des großen Zehs liegt, wird durch die Formgebung des Schuhs und einen möglichst engen und luftfreien Sitz eine optimale Kraftausnutzung und Unterstützung der Fußmuskulatur gewährleistet. Dies ermöglicht das Treten von sehr kleinen Tritten und einen hohen Druck auf eine kleine Fläche (Zehenspitze) zu bringen. In Verbindung mit dem hohen Reibwert des Gummis ergibt sich eine sichere Standposition.
Durch eine ausgeprägte Vorspannung wird die Kraft der Zehen verstärkt und somit der Druck auf die Tritte erhöht, wodurch wiederum ein besserer Grip ermöglicht wird. Für extrem kleine Tritte im senkrechten und leicht überhängenden Gelände sind aggressiv vorgespannte Schuhe geeignet, allerdings kann zu viel Vorspannung auch einen Nachteil im Überhang bedeuten.
Die wichtigsten Eigenschaften eines Kletterschuhs sind:
- Eine gute Passgenauigkeit verhindert Schmerzen bei längeren Tragen und erhöht die Trittpräzision.
- Die Sohle soll einen hohen Reibungswert aufweisen, um das Antreten zu erleichtern.
- Um einen guten Formschluss auf Tritten zu erzielen, soll der Schuh eine hohe Sensibilität aufweisen.
- Eine Vorspannung erleichtert die Fußarbeit beim Druckaufbau.
- Gute Unterstützungsfeatures entlasten die Zehen- und Fußmuskulatur.
- Die Außengummierung ermöglicht komplexere Bewegungsabläufe z. B. durch Hooken.

## Größenauswahl & Anzahl der Kletterschuhe
Allgemein kann gesagt werden, dass bei steigendem Schwierigkeitsgrad (Bsp. im Sportklettern oder Bouldern) enger anliegende Schuhe verwendet werden.
Erfahrungswerte haben gezeigt, dass es für Anfänger genügt, einen (subjektiv) fest sitzenden Kletterschuh auszuwählen, der nicht bereits bei der Anprobe Schmerzen verursacht. Eine härtere und dickere Sohle ist günstiger, da weniger Kraft zum Treten benötigt wird, außerdem ist der Gummiabrieb in der Halle meist höher.
Um dennoch einen möglichst optimalen Kletterschuh auswählen zu können, können die Zehen aktiv geballt werden.
Kletterschuhe können sich durch ihre Benutzung dehnen. Betroffen von diesem Effekt sind überwiegend Kletterschuhe aus Naturleder. Fortgeschrittene Kletterer berücksichtigen dies bereits bei dem Erwerb der Schuhe. Unabhängig davon besitzen sie meist mehrere Paar Kletterschuhe, die sie je nach vorliegendem Schwierigkeitsgrad oder speziellen Anforderungen nutzen. Ein weiterer möglicher Grund ist, dass es in Mehrseillängenrouten nur in einer Seillänge der Tour einen wesentlich höheren Schwierigkeitsgrad gibt als in den übrigen Seillängen. Eine mögliche Variation des Kletterschuhs ist hierbei zweckmäßig.